# Big Jim McLain
Big Jim McClain (Brasil: Aventura Perigosa / Portugal: O Fio da Meada) é um filme norte-americano de 1952, dos gêneros ação, drama, suspense, dirigido por Edward Ludwig e estrelado por John Wayne e Nancy Olson.

## A produção

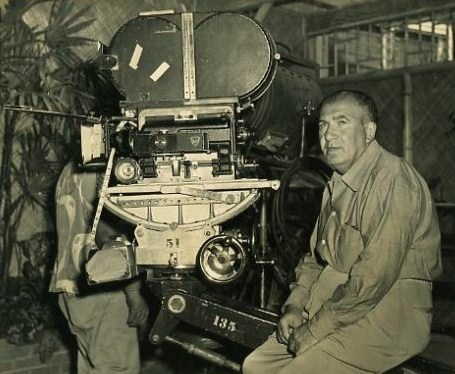
Em foto de divulgação, o diretor Edward Ludwig no set do filme.

Na década de 1950, muitos foram os filmes sobre o assim chamado Perigo Vermelho, isto é, o medo que os Estados Unidos tinham da ascensão do comunismo, que derrubaria o capitalismo e imporia uma ditadura proletária no mundo. Big Jim McLain insere-se neste subgênero, sendo considerado um de seus piores exemplos, se não o pior. Seu valor seria meramente histórico, como registro de uma era.
O roteiro desdenha o fato de que o Partido Comunista dos Estados Unidos atuava legalmente na época em que a história é ambientada.
James Arness, que coestrela a produção, era um protegido de John Wayne e ficou famoso poucos anos depois, como o delegado Matt Dillon da lendária telessérie Gunsmoke.
Foi o último filme de Jay Wilsey, ator que começou a  atuar na era muda e atuou em quase cem filmes ao longo de sua carreira, em muitos deles creditado "Buffalo Bill, Jr." Atuou no pequeno papel de Mr. Whalen, não-creditado. Morreu três anos depois, de câncer de pulmão.

## Sinopse
Jim McLain e Mal Baxter, agentes do Comitê de Atividades Antiamericanas, tentam colocar fim a uma organização comunista no Havaí.

## Elenco
| Ator/Atriz    | Personagem                 |
| ------------- | -------------------------- |
| John Wayne    | Jim McLain                 |
| Nancy Olson   | Nancy Vallon               |
| James Arness  | Mal Baxter                 |
| Alan Napier   | Sturak                     |
| Veda Ann Borg | Madge                      |
| Hans Conried  | Robert Henreid             |
| Hal Baylor    | Poke                       |
| Gayne Whitman | Doutor Gelster             |
| Gordon Jones  | Olaf                       |
| Robert Keys   | Edwin White                |
| John Hubbard  | Tenente Clint Grey         |
| Jay Wilsey    | Mr. Whalen (não-creditado) |